# Viva Las Vegas (canción)
Viva Las Vegas es una canción compuesta por Doc Pomus y Mort Shuman e interpretada por Elvis Presley como canción principal de la película homónima de 1964 que él mismo protagonizó.  La canción y la película se grabaron en 1963 para lanzarse un año después. La letra retrata la locura de Las Vegas y el lanzamiento de la canción se produjo en formato de disco sencillo, conteniendo en el lado B el tema What'd I Say de Ray Charles.  En algunas ediciones, el orden de los lados estuvo invertido y Viva las Vegas fue la cara B del disco. 
La RIAA certificó el sencillo "Viva Las Vegas"/"What I'd Say" con un disco de oro en 1992,  año en el que la compañía le concedió a Elvis de manera masiva unos 110 discos de oro y platino, la mayor entrega de premios discográficos a un solo artista en la historia de la música. 
El tema "Viva Las Vegas" se convertiría con los años en la melodía más representativa de la llamada "ciudad del pecado". Además en 2004 American Film Institute colocó a la película entre las 400 nominadas para el top 100 America's Greatest Music in the Movies debido a la canción principal. 

## Grabación y edición
Elvis registró la canción durante las sesiones de grabación que duraron varios días, en los estudios Radio Recorders de Hollywood California, entre los días 10 y el 11 de julio de 1963. Para esas sesiones Presley contó con el aporte artístico de varios músicos poco habituales en sus sesiones para ese entonces, como los guitarristas Billy  Strange, Alan Hendrickson y Glen Campbell además de una gran cantidad de coristas entre muchos otros músicos. 
La toma # 7 fue utilizada para confeccionar el máster, el cual además de ser lanzado al mercado por RCA en formato sencillo, también se incluyó en el disco de la banda sonora de la película a la cual el tema le daba el título. 
Fue la primera vez  durante una sesión de grabación en la que Elvis sobregrabó su voz por separado, logrando una notable mejoría en la calidad del sonido. 

## Músicos
- Elvis Presley - voz
- Billy  Strange - guitarra
- Alan Hendrickson - guitarra
- Glen Campbell - guitarra
- Ray Siegel - bajo
- Frank Carlson - batería
- Hal Rees, Roy Hart, Larry Bunker, Frank Flynn y Michael Sylva- percusiones
- Arlie Cane - piano
- The Jordanaires, The Jubilee y The Carole Lombard Quartet [8]

## Letra
La letra posee elementos poéticos debido a la gran cantidad de metáforas y la manera romántica en la que se describe cada estrofa. Ésta  hace alusión a un jugador impulsivo que alega que la "ciudad de las luces brillantes van a quemar su alma" (Bright light city gonna set my soul, gonna set my soul on fire) y alega que posee una gran cantidad de dinero lista para "quemar" (apostar). También ironiza acerca de su deseo de que aún si el día tuviese 40 horas más, no desperdiciaría ni un minuto para dormir. Por otro lado señala la fortuna  que es posible ganar o perder con cada apuesta en el Black Jack, Poker o la ruleta aunque no se arrepiente de lo que pueda perder económicamente en contraposición al momento de diversión que pueda tener.
El interlocutor describe a la ciudad del estado de Nevada  como una ciudad de luces de neones brillantes donde los bandidos entrechocan y donde las esperanzas se van por el drenaje ("Viva Las Vegas with you neon flashin' and your one armbandits crashin': all those hopes down the drain")  y repite una y otra vez la frase "Viva Las Vegas". 

## Escena fílmica
La canción puede escucharse durante los títulos que dan inicio a la película y luego, hacia el final, en la coreografía que Elvis realiza cantando la misma en un concurso. Esta escena con Elvis bailando al compás de una gran orquesta repleta de percusionistas y bailarinas ataviadas con plumas, fue filmada en una sola toma sin edición. 

## Listas

### Versión original de Elvis Presley
| Listas(1964)                   | Posición alcanzada |
| ------------------------------ | ------------------ |
| Alemania                       | 21                 |
| Australia                      | 4                  |
| Bélgica                        | 12                 |
| Canadá (CHUM) Hit Parade       | 14                 |
| Dinamarca                      | 3                  |
| Irlanda (IRMA)                 | 8                  |
| Italia                         | 8                  |
| New Zealand (Lever Hit Parade) | 4                  |
| Noruega                        | 6                  |
| Suecia                         | 5                  |
| UK Singles Chart               | 17                 |
| UK Singles Top 75              | 15                 |
| US Billboard Hot 100           | 29                 |
| US Cash Box Top 100            | 16                 |
| US Record World                | 20                 |

| Chart (2007)     | Peak position |
| ---------------- | ------------- |
| UK Singles Chart | 15            |

## En la cultura popular
El tema ha aparecido en diversidad de películas, entre ellas Honeymoon in Vegas de 1992 protagonizada por Nicolas Cage y Sarah Jessica Parker  y series televisivas como Los Simpsons  además de ser el nombre de un evento anual de exhibición de autos antiguos llamado Viva Las Vegas Rockabilly Car Show. 
Más allá del film en sí, Elvis nunca cantó el tema en vivo, o al menos no han quedado registros de ellos; aún así la canción y la figura del rey del rock están íntimamente relacionadas con el lugar.  Esto ha hecho que la canción se convirtiera con el correr de los años, en una especie de himno distintivo de la "ciudad del pecado" al punto de que en 2002 la ciudad le requiriera a la compañía Elvis Presley Enterprise la posibilidad de hacer del tema "Viva Las Vegas" la canción oficial del lugar 

### Video animado
Oficialmente a través de la plataforma Netflix se dio a conocer un video musical animado del tema en cuestión de la serie televisiva Agent Elvis. En el video se muestra a Elvis apostando y brindando conciertos en Las Vegas en compañía de buena parte de sus músicos de los 70s como James Burton, Ron Tutt y The Sweet Inspirations. 